# لويس دي فنيس
كارلوس لويس دي فنيس دو كلارزا (بالفرنسية: Louis de Funès) المشهور بلويس دو فنيس. ولد في 31 يوليوز 1914م بكوربفوا من أسرة تنتمي إلى طبقة نبلاء إشبيلية. (أبوه كان محاميا، وأصبح فيما بعد تاجر مجوهرات).

## حياته
بعد دراسته بثانوية كوندرسي بباريس، بدأ يحصل على أدوار صغيرة؛ ليظهر في مشاهد سواء بالمسرح أو السينما. في المدرسة عرف لويس دو فنيس بحبه للرياضة، واشتغل حتى بداية الحرب العالمية الثانية كرسام، ولم يشارك في الصراع الذي اشتعل في سنة 1939م لعدم قبوله، ولكن في حقيقة لم يكن الأمر أكثر من خطأ في الملف. بعد ذلك اشتغل كعازف بيانو في الملاهي الليلية؛ حيث التقى«إيدي باركلي»، خلال فترة الاحتلال الألماني وخلف جهاز البيانو عُرف لويس دو فنيس كشخص يظهر عليه طابع الغضب والقلق. وكان أول ظهور له على خشبة المسرح بباريس التي كانت محتلة آنذاك.
وبعد التحرير، أكمل مسيرته كرجل طيب، بين الإستديوهات وخشبة المسرح، ولكن لم يكن ليحظى بأكثر من أدوار ثانوية من بينها دور خادم البيت في فيلم «حياة رجل شريف» للمخرج ساشا كويتري سنة 1952م؛ في سنة 1956م سيتعرف عليه الجمهور في فيلم «عبور باريس» لكلود أتون لارا. حيث لعب بجانب كل من «جون كابان» و«بروفيل»..

## أدواره السينمائية والتلفزيونية
أصبح من أشهر الممثلين على الساحة الأوروبية خلال الفترة الممتدة من 1960م، إلى 1970م.
تزوج "جيرمان إيلودي كارويي" عندما بلغ من العمر 22 سنة، بعد ذلك سيتزوج مرة ثانية بجان بارتيلمي دوموبسان" الابنة الصغرى لأخ الكاتب المعروف. ولعب " أولفير" الابن أدوارا مع أبيه لويس دو فنيس في أفلام " المطعم الكبير" و" النزول فوق الشجرة". في أواخر عقد الخمسينات وبعد إنجازه لسلسلة أفلام لاقت الإقبال الجماهيري واهتمام النقاد عرف كوجه كوميدي بأسلوبه المميز. في سنة 1958م، نال أول دور بطولة مطلقة في فيلم " لا من رأى ولا من علم"، وفي السنة التالية توج بجائزة الأوسكار، على مجموع تكشيراته الرائعة التي تبعث على البهجة وتثير الضحك، ومع الوقت اكتسب المزيد من الشهرة بعد نجاحه في فيلم "Pouic-pouic" في سنة 1963م، انطلق من تحد إلى آخر؛ وبدأ المنتجون والمخرجون يتسابقون للعمل معه. ونال أدوار البطولة الأولى التي قادته سريعا للشهرة، " دركي سانت تروبيز" لجون جيرولت سنة 1964م، الذي سيتبع بخمسة أجزاء. ومن هنا " دو فنيس" سيعمل على محورين: محور " جيرارد أوري" ومحور " جون جيرولت". هذا الأخير الذي سيعطيه دورا نمطيا من خلال شخصية المفتش " كريشو"، وكذلك الأمر مع المخرج " جيرارد أوري" الذي سيعرف معه نجاحات كبيرة، وشكل ثنائي مع " بروفيل" في فيلم " Le corniaud" في سنة 1965م، و" La grande vadrouille". في سنة 1966م. الأكثر نجاحا في السينما الفرنسية بـ 17.2 مليون مشاهد والذي ستعتبر أجزاء منه مقاطع لا تنسى.
شخصيته القلقة والنزقة، ولكنها ليست قبيحة، ستظهر بوضوح في فيلم " حماقات الكبار" لجيرارد أوري في سنة 1971م، حين التقى " إيفيس مونتان و" إيبرناتوس" في سنة 1969م، ومع " مغامرات رابي جاكوب" سنة 1973م. نجح في إضحاك الجميع؛ يهود ومسلمين وكاثوليك. أصيب بمرض وتوقف بعض الوقت ليرتاح، قبل معاودة العمل سنة 1975م ببضعة أفلام مع المبتدأ " كولوش" في " الجناح أو الفخد" وسيشاهده الجمهور أيضا في فيلم " الحساء بالكرنب"، وبدأت أعماله تقل سواء على الشاشة الصغيرة أو الكبيرة. وبدأ لويس دو فنيس يتردد على مطعم لسنوات عدة مع نجوم التلفزيون كمشيل سيرول وجان يان. حوالي الثالثة صباحا وبعد أن أنهى عمله بالمسرح سيذهب الأصدقاء للعشاء في مطعم " الجرس الذهبي" شارع منسارت الدائرة التاسعة لباريس.
تركنا في 27 يناير 1983م بنانت ضحية سكتة قلبية، ووري جسده التراب بمقبرة «سيليي» جماعة «لوار أتلانتيك» قرب حصن كليرمونت.

## وصلات خارجية
- FilmsdeFrance.com نسخة محفوظة 23 مايو 2009 على موقع واي باك مشين. - أفلام لويس دو فنيس.
- لويس دي فنيس على موقع IMDb (الإنجليزية)
- لويس دي فنيس على موقع روتن توميتوز (الإنجليزية)
- لويس دي فنيس على موقع مونزينجر (الألمانية)
- لويس دي فنيس على موقع ألو سيني (الفرنسية)
- لويس دي فنيس على موقع ميوزك برينز (الإنجليزية)
- لويس دي فنيس على موقع أول موفي (الإنجليزية)
- لويس دي فنيس على موقع قاعدة بيانات الأفلام السويدية (السويدية)
- لويس دي فنيس على موقع إن إن دي بي (الإنجليزية)
- لويس دي فنيس على موقع ديسكوغز (الإنجليزية)
- لويس دي فنيس على موقع قاعدة بيانات الفيلم (الإنجليزية)